# Cladoniicola
Cladoniicola is een geslacht van niet gelicheniseerde zakjeszwammen uit de onderstam Ascomycota. De typesoort is Cladoniicola staurospora.

## Soorten
Volgens Index Fungorum bevat het geslacht twee soorten (peildatum maart 2024):
| Soortnaam                | Auteur(s)                         | Publicatiejaar |
| ------------------------ | --------------------------------- | -------------- |
| Cladoniicola irregularis | Etayo                             | 2010           |
| Cladoniicola staurospora | Diederich, van den Boom & Aptroot | 2001           |